# Morsasco
Morsasco é uma comuna italiana da região do Piemonte, província de Alexandria, com cerca de 716 habitantes. Estende-se por uma área de 10 quilômetros quadrados, tendo uma densidade populacional de 72 hab/km². Faz fronteira com Cremolino, Orsara Bormida, Prasco, Strevi, Trisobbio, Visone.

## Demografia
| Variação demográfica do município entre 1861 e 2011                               |
|                                                                                   |
| Fonte: Istituto Nazionale di Statistica (ISTAT) - Elaboração gráfica da Wikipedia |